# Wiktor Prokopenko
Wiktor Jewhenowycz Prokopenko, ukr. Віктор Євгенович Прокопенко, ros. Виктор Евгеньевич Прокопенко, Wiktor Jewgienjewicz Prokopienko (ur. 24 października 1944 w Żdanowie, Ukraińska SRR, zm. 18 sierpnia 2007 w Odessie, Ukraina) – ukraiński piłkarz, grający na pozycji napastnika, pierwszy selekcjoner reprezentacji Ukrainy, trener i menedżer piłkarski.

## Kariera piłkarska

### Kariera klubowa
W 1961 rozpoczął karierę piłkarską w miejscowej drużynie zakładu im. Illicza. W latach 1964–1967 „odbywał” służbę wojskową, występując w zespole grupy radzieckich wojsk w NRD. Z października 1967 w trzecioligowej drużynie Łokomotyw Winnica. W 1969 przeszedł do pierwszoligowego klubu Czornomoreć Odessa. W 1971 po spadku odeskiego klubu przeszedł do donieckiego Szachtara. W latach 1973–1974 występował w trzecioligowej drużynie Łokomotyw Chersoń, aby w 1974 powrócić do pierwszoligowego Czornomorca Odessa. W 1975 zakończył karierę zawodniczą z powodu kontuzji.

## Kariera trenerska
W 1977 dołączył do sztabu trenerskiego Czornomorca Odessa. Był jednym z pierwszych absolwentów Wyższej Szkoły Trenerskiej w Moskwie, otwartej w latach siedemdziesiątych. W 1982 został głównym trenerem Czornomorca Odessa. W 1984 Czornomorec pod jego kierownictwem zdobył 4. miejsce i był bliski do zdobycia brązowych medali mistrzostw ZSRR. Tamtego sezonu Czornomorec po dwa razy zwyciężył takich grandów jak Dynamo Kijów i Spartak Moskwa. W 1987 przejął drugoligowy Rotor Wołgograd i awansował z nim do wyższej ligi. W 1989 powrócił do swojego byłego klubu Czornomorca Odessa. Podczas trenerskiego pobytu w Czornomorcu klub odnosił największe sukcesy w historii, zdobywając dwa razy krajowy puchar (1992 i 1994) oraz dwa razy brązowe medale mistrzostw (1993 i 1994). W 1992 został pierwszym selekcjonerem nowo powstałej reprezentacji Ukrainy. W latach 1994–1999 ponownie trenował rosyjski klub Rotor Wołgograd, z którym zdobył brązowe (1996) oraz srebrne medale (1997). W 1995 przegrał finałowy mecz Pucharu Rosji. Jesienią 1999 został głównym trenerem Szachtara Donieck, z którym zdobył wicemistrzostwo kraju w 2000 i 2001. W latach 2002−2003 z Dinamem Moskwa, aby od 2004 zająć posadę dyrektora sportowego Szachtara Donieck.
W 2007 zmarł w wieku 63 lat.

## Sukcesy i odznaczenia

### Sukcesy klubowe
- brązowy medalista Mistrzostw ZSRR: 1974

### Sukcesy trenerskie
- wicemistrz Ukrainy: 2000, 2001
- brązowy medalista Mistrzostw Ukrainy: 1993, 1994
- zdobywca Pucharu Ukrainy: 1992, 1994, 2001
- wicemistrz Rosji: 1997
- brązowy medalista Mistrzostw Rosji: 1996

### Odznaczenia
- tytuł Mistrza Sportu ZSRR: 1969
- tytuł Zasłużonego Trenera Rosyjskiej FSRR: 1988
- tytuł Zasłużonego Trenera Ukrainy:
- Order „Za zasługi” III klasy: 2004[1]
- Medal „Za pracę i zwycięstwo”: 2006[2]